# Laskár
Laskár (hongrois : Laszkár) est un village de Slovaquie situé dans la région de Žilina.

## Histoire
La première mention écrite du village date de 1277.

## Démographie

### Évolution de la population
| Année:               | 1994. | 2004.    | 2014.    | 2024.  |
| -------------------- | ----- | -------- | -------- | ------ |
| Nombre de personnes: | 90    | 104      | 125      | 133    |
| Différence:          |       | +15,55 % | +20,19 % | +6,4 % |

| Année:               | 2023. | 2024.   |
| -------------------- | ----- | ------- |
| Nombre de personnes: | 131   | 133     |
| Différence:          |       | +1,52 % |